# The American Tournament 1909-1910
The American Tournament 1909-1910 è stato il secondo ed ultimo evento professionistico di snooker del 1909 e il penultimo del 1910 e la 3ª ed ultima edizione di questo torneo, che si è disputato dal 18 ottobre 1909 al 26 marzo 1910, presso la Soho Square Hall di Londra, in Inghilterra.
Il torneo è stato vinto da Cecil Harverson, che si è aggiudicato, così, il suo 1º ed ultimo American Tournament, e il suo 1º titolo professionistico in carriera.
| Campione in carica | Harry Stevenson | 1909-1910: | 2º posto |

## Fase a gironi[4]
| Ogni match                   |
| ---------------------------- |
| Durata standard di 12 frames |

| N° | Giocatore       | Partite giocate | Vittorie | Pareggi | Sconfitte |
| -- | --------------- | --------------- | -------- | ------- | --------- |
| 1  | Cecil Harverson | 4               | 3        | 1       | 0         |
| 2  | Harry Stevenson | 3               | 1        | 1       | 1         |
| 3  | Tom Reece       | 3               | 1        | 1       | 1         |
| 4  | Edward Diggle   | 2               | 0        | 1       | 1         |
| 5  | Melbourne Inman | 2               | 0        | 0       | 2         |

| Giocatore 1     | Giocatore 2     | Risultato | Date di gioco                      |
| --------------- | --------------- | --------- | ---------------------------------- |
| Tom Reece       | Harry Stevenson | 6 - 6     | dal 18 al 23 ottobre 1909          |
| Edward Diggle   | Cecil Harverson | 6 - 6     | dal 1° al 6 novembre 1909          |
| Tom Reece       | Melbourne Inman | 7 - 5     | dal 15 al 20 novembre 1909         |
| Cecil Harverson | Harry Stevenson | 7 - 5     | dal 30 novembre al 4 dicembre 1909 |
| Cecil Harverson | Tom Reece       | 10 - 2    | dal 3 all'8 gennaio 1910           |
| Harry Stevenson | Edward Diggle   | 8 - 4     | dal 17 al 22 gennaio 1910          |
| Cecil Harverson | Melbourne Inman | 10 - 2    | dal 31 gennaio al 5 febbraio 1910  |

## Statistiche
Torneo
- 3ª ed ultima edizione dell'American Tournament[5]
- 3º torneo professionistico di snooker
- 2º ed ultimo torneo professionistico del 1909[6]
- 1º torneo professionistico del 1910[7]

Giocatori
- 1º ed ultimo American Tournament per Cecil Harverson[3]
- 1º titolo professionistico vinto in carriera per Cecil Harverson[2]

Nazioni
- 3º torneo professionistico disputato in Inghilterra[8]
- 1º titolo professionistico vinto in Inghilterra per Cecil Harverson